# 小林健吾
小林健吾（こばやし けんご、1930年5月29日- ）は、日本の会計学者。滋賀大学名誉教授、青山学院大学名誉教授。

## 来歴
愛知県岡崎市出身。愛知県立岡崎高等学校卒業、1954年名古屋大学経済学部卒業。1956年名古屋大学大学院経済学研究科修士課程修了。1975年コロンビア大学卒、1980年「直接原価計算」で大阪市立大学より経営学博士の学位を取得。1957年名城大学法商学部講師、1961年専修大学商経学部助教授、1962年経営学部助教授、1968年滋賀大学経済学部助教授、1971年教授、1986年名誉教授、青山学院大学経営学部教授。2001年定年、名誉教授、青森公立大学経営経済学部教授、2005年LEC会計大学院教授、2010年特任教授。1968年日本会計研究学会賞、1981年『原価計算発達史　直接原価計算の史的考察』で日経・経済図書文化賞受賞。

## 著書
- 『直接原価計算』同文館出版 現代原価計算全集 1976
- 『受注利益管理 価格決定と原価見積』同文館出版 1977
- 『最新原価計算論』中央経済社 最新会計学講座　1978
- 『原価計算発達史 直接原価計算の史的考察』中央経済社 1981
- 『直接原価計算 文献研究』中央経済社 1981
- 『工業簿記』中央経済社 1982
- 『よくわかる原価のはなし』中央経済社 1983
- 『よくわかるダイレクト・コストのはなし』中央経済社 1985
- 『予算管理の基礎知識』第三出版 1987
- 『予算管理発達史 歴史から現在へ』創成社 1987
- 『原価計算総論』創成社 1988
- 『予算管理の知識』日本経済新聞社 日経文庫　1988
- 『利益計画・予算のための販売予測』中央経済社 1992
- 『販売予測の知識』日本経済新聞社 日経文庫　1993
- 『会計士二次試験短答式原価計算 新出題傾向』税務経理協会 1995
- 『会計士二次試験短答式標準問題原価計算』税務経理協会 1995
- 『体系予算管理』東京経済情報出版 1996
- 『予算管理講義』東京経済情報出版 1997

### 共編著
- 『簿記概論』井下武厚,柘植敏治共著 中央経済社 1967
- 『公認会計士二次試験講座 3 原価計算』小林哲夫共著　中央経済社 1977
- 『日本会計制度成立史』編著 東京経済情報出版 1994
- 『原価計算総論演習』福島吉春,和田淳三共著 創成社 1997

## 論文
- ＜小林健吾